# Nitadori Kota
Kota Nitadori (sinh ngày 16 tháng 4 năm 1996) là một cầu thủ bóng đá người Nhật Bản.

## Sự nghiệp câu lạc bộ
Kota Nitadori đã từng chơi cho Fagiano Okayama và Yokohama FC.